# جواد آرین‌منش
جواد آرین منش (متولد شهریور ۱۳۳۲ در مشهد) نماینده دوره‌های هفتم و هشتم مجلس شورای اسلامی ایران از شهر مشهد و نایب رئیس کمیسیون فرهنگی مجلس شورای اسلامی ایران بود.
وی از دانش آموختگان دانشگاه تهران است.

او از نزدیکان به غلامعلی حداد عادل (رئیس پیشین مجلس ایران) است به طوری که حداد عادل در تاریخ ۳۱ فروردین ۱۳۹۱ در مشهد در حمایت از وی سخنرانی کرد.